# Lamentabili sane exitu
Lamentabili sane exitu (česky Se skutečně politováníhodnými důsledky ) je dekret papeže Pia X. z 3. července 1907, ve kterém bylo vypsáno 65 modernistických tezí ze spisů katolických spisovatelů a teologů považovaných za hereze. Těsně po něm (8. 9. 1907) byla vydána encyklika Pascendi Dominici gregis, ve které je shrnuta ucelená koncepce postoje vůči katolickému modernismu.

## Seznam herezí
Mezi největší hereze, resp. bludy patří podle dekretu např. následující tvrzení modernistů (v závorkách jsou pořadová čísla herezí dle dekretu):
1. V mnohých vyprávěních v evangeliích není tak mnoho pravdivých věcí jako těch vymyšlených, které se zdály užitečnější pro čtenáře. (14)
2. Heretičtí vykladači vyjadřují pravý smysl Písma věrohodněji než katoličtí teologové. (19)
3. Zjevení může být pouze kolektivní bezvědomí (touhy po zjevení). (20)
4. Souhlas s vírou je ve skutečnosti závislý na vysoké pravděpodobnosti (že to tak je). (25)
5. Kristus jako historická postava se může lišit od Krista jako předmětu víry. (29)
6. Doktrína o usmiřující smrti Ježíše Krista nepochází z evangelií, ale od Pavla. (38)
7. Smysl svátostí je pouze připomenutí Stvořitele v myslích lidí. (41)
8. Církev jako společenství věřících nebyla Ježíšem založena na (tak dlouhou) dobu staletí, naopak podle Božího mínění měl přijít konec světa a Boží království okamžitě. (52)
9. Podstata církve je stejná jako u jiných lidských společenství a podléhá neustálým změnám. (53)
10. Církev zaujímá nepřátelský postoj k vývoji přírodních a teologických věd. (57)

Celý text v českém jazyce:
RUKOVĚŤ SVATÉHO PIA X. ZAVRHUJÍCÍ BLUDY MODERNISTŮ
Se skutečně politováníhodnými důsledky naše doba, odhazující hledání nejzákladnějších příčin našich věcí nebo se v něm omezující, často provozuje novoty tak zaníceně, že zavrhuje dědictví lidského rodu. Tím upadá do velmi závažných bludů, které jsou ještě závažnější, když se dotýkají posvátné autority, výkladu Písma svatého a zásadních mystérií víry. Zvláště je hodno politování to, že meze stanovené církevními otci a církví samotnou překračují i mnozí katoličtí autoři. Ve jménu vyššího vědění a historického výzkumu, jak říkají, hledají onen pokrok dogmat, který ve skutečnosti není ničím jiným než kažením týchž dogmat.
Tyto bludy jsou denně šířeny mezi věřícími. Aby se nezmocňovaly jejich mysli a nerozkládaly čistotu jejich víry, rozhodla se Jeho Svatost Pius X., božím řízením papež, že úřad této Svaté římské a univerzální inkvizice má nejvýznamnější omyly zaznamenat a odsoudit.
Proto po velmi důkladném zkoumání a poradách se ctihodnými přísedícími vyslovili nejvznešenější a nejctihodnější páni kardinálové, generální inkvizitoři v otázkách víry a morálky, zatracení a odvržení následujících myšlenek. Ty jsou tímto generálním dekretem fakticky zatraceny a odvrženy.
1. Církevní zákon předpisující, že knihy týkající se Písma svatého mají být předem přezkoumány, neplatí pro kritické učence a studenty vědeckého výkladu Starého a Nového zákona.
2. Církevní výklad posvátných knih nemá být v žádném případě zavrhován, vykladači ho však přesto mohou podrobit přesnějšímu úsudku a korekcím.
3. Podle církevních soudů a zákazů, vynesených proti svobodnému a vědečtějšímu výkladu, lze učinit závěr, že víra, již nabízí církev, je v rozporu s historií a že katolické učení nelze opravdově uvést v soulad s pravými kořeny křesťanského náboženství.
4. Ani dogmatickými definicemi nemůže Magisterium církve určovat pravý smysl Písma svatého.
5. Protože základ víry obsahuje pouze zjevené pravdy, nemá církev právo vyslovovat soud o tvrzeních lidské vědy.
6. „Církevní vzdělávání“ a „církevní vyučování“ spolupracují při definování pravd takovým způsobem, že úkol schvalovat názory církevního vzdělávání připadá pouze církevnímu vyučování.
7. Když církev proskribuje omyly, nemůže na věřících požadovat, aby její soudy přijímali s vnitřním aktivním přístupem.
8. Žádným výtkám nebudou vystaveni ti, kdo berou na lehkou váhu odsouzení proslovená Svatou kongregací pro index nebo římskými kongregacemi.
9. Přehnanou prostotu nebo nevědomost prokazují ti, kdo věří, že autorem Písma svatého je skutečně Bůh.
10. Inspirace knih Starého zákona spočívá v tomto: izraelitští autoři vydali náboženské poučky za působení zvláštního aspektu, který byl Nežidům jen málo znám nebo vůbec neznám.
11. Božská inspirace se nevztahuje na veškeré knihy Písma svatého tak, aby každá z jeho částí byla zbavena sebemenšího možného omylu.
12. Jestliže si vědecký vykladač přeje užitečně se uplatnit v biblických studiích, pak musí především odložit předem utvořená mínění o nadpřirozeném původu Písma a interpretovat ho stejně jako kterýkoli jiný čistě lidský dokument.
13. Sami evangelisté stejně jako křesťané ve druhé a třetí generaci evangelijní podobenství úmyslně upravovali tak, aby vysvětlili nevelký účinek Kristova kázání mezi Židy.
14. V mnohých vyprávěních zaznamenali evangelisté ani ne tak věci, které jsou pravdivé, jako spíše ty, které, byť nepravdivé, byly podle jejich názoru prospěšnější pro čtenáře.
15. Až do doby, kdy byl definován a ustaven kánon, se evangelia rozrůstala o dodatky a opravy. Proto v nich zůstala jen málo znatelná a nejasná stopa Kristovy věrouky.
16. Janova vyprávění nejsou ve vlastním slova smyslu historií, nýbrž mystickým rozjímáním nad evangeliem. Rozpravy obsažené v jeho evangeliu jsou teologickými meditacemi, které neobsahují historickou pravdu a týkají se mystéria spasení.
17. Čtvrté evangelium přehnalo líčení zázraků nejen proto, aby vyniklo výjimečné, ale také proto, aby toto evangelium lépe vyhovovalo předvádění díla a slávy slova, jež bylo učiněno tělem.
18. Jan si v souvislosti s Kristem činí nárok na postavení svědka, ve skutečnosti je však pouze význačným svědkem křesťanského života nebo života Kristova v církvi na konci prvního století.
19. Věrněji než katoličtí vykladači vyjádřili pravý smysl Písma vykladači jinověrní.
20. Zjevení nemohlo být ničím jiným než vědomím, které člověk získal povznesením k Bohu.
21. Zjevení, zakládající předmět katolické víry, nebylo u apoštolů dokonáno.
22. Dogmata, jež církev vystavuje na odiv jako zjevená, nejsou pravdami spadlými z nebe. Jsou výkladem náboženských skutečností, jehož lidská mysl nabyla usilovnou snahou.
23. Mezi skutečnostmi líčenými v Písmu a církevními dogmaty na nich založenými může být a vlastně je rozpor. Kritik tak může jako nepravá odvrhnout fakta, která církev drží za nanejvýš jistá.
24. Vykladač, který si konstruuje předpoklady, z nichž vyplývá, že fakta jsou historicky mylná nebo pochybná, nemá být kárán, pokud přímo nepopírá samotná dogmata.
25. Přistoupení k víře spočívá v konečné instanci na velkém množství pravděpodobností.
26. Dogmata víry mají být držena pouze podle svého praktického smyslu, jinak řečeno jako předpisové normy chování a nikoli jako normy věření.
27. Božskost Ježíše Krista není v evangeliích prokázána. Je to dogma, jež si křesťanské svědomí odvodilo z představy mesiáše.
28. Při výkonu svého poslání Ježíš nepromlouval se záměrem učit, že je mesiáš, a ani jeho zázraky nesměřují k důkazu něčeho takového.
29. Je přípustné uznat, že Kristus je v dějinách daleko méně významný než Kristus, jenž je předmětem víry.
30. Ve všech evangelijních textech je jméno „Syn Boží“ rovnomocné pouze jménu „Mesiáš“. Ani v nejmenším neznamená, že Kristus je pravým a přirozeným Synem Božím.
31. Věrouka týkající se Krista, již učili Pavel, Jan a koncily níkajský, efeský a chalkédonský, není taková, jaké učil Ježíš, nýbrž taková, jakou v souvislosti s Ježíšem pojalo křesťanské svědomí.
32. Je nemožné uvést do souladu přirozený smysl evangelijních textů a smysl, jemuž učí naši bohoslovci, pokud jde o svědomí a neomylné vědění Ježíše Krista.
33. Každý, kdo není veden předpojatými názory, ihned spatří, že Ježíš buď kázal omyl, pokud šlo o bezprostřední příchod mesiáše, nebo je většina jeho věrouky, jak je obsažena v evangeliích, zbavena původnosti.
34. Kritici mohou Kristovi předpisovat neomezené vědění pouze na základě hypotézy, kterou nelze pojmout historicky a jež je odpudivá pro mravní cítění. Touto hypotézou je, že Kristus jako člověk měl vědomost o Bohu, avšak nebyl ochoten znalosti o mnoha věcech předat svým žákům a těm, kdo přijdou po nich.
35. Vědomost o svém mesiášském důstojenství neměl Kristus vždy.
36. Zmrtvýchvstání Spasitele není v pravém slova smyslu skutečnost historického řádu. Je to fakt čistě nadpřirozeného řádu (ani prokázaný, ani prokazatelný), který si křesťanské svědomí postupně odvodilo z jiných skutečností.
37. Víra v Kristovo vzkříšení se zpočátku týkala ani ne tak samotného faktu zmrtvýchvstání jako spíše nesmrtelného života Krista s Bohem.
38. Poučka o vykupitelské smrti Krista je paulinská, nikoli evangelijní.
39. Názory stran původu svátostí, jež zastávali otcové tridentského koncilu a které jistě ovlivnily jejich dogmatické kánony, se velmi liší od těch, které nyní oprávněně existují mezi historiky zkoumajícími křesťanství.
40. Svátosti mají původ v tom, že Kristovu myšlenku interpretovali apoštolové a jejich následovníci, ovlivňovaní a usměrňovaní okolnostmi a událostmi.
41. Účelem svátostí je pouze připomenout lidské mysli vždy a ve všem dobrodějnou přítomnost Stvořitele.
42. Potřebu pokřtění prosadilo křesťanské společenství, které ho přijalo jako nezbytný obřad a přidalo k němu povinnost hlásat křesťanství.
43. Praxe udílení křtu nemluvňatům byla disciplinárním vývojem, který se stal jednou z příčin, proč byla svátost rozdělena na dvě, totiž křest a pokání.
44. Není žádný důkaz, že apoštolově používali svátosti konfirmace. Formální rozlišení mezi svátostmi křtu a konfirmace do historie primitivního křesťanství nepatří.
45. Ne vše, co vypravuje Pavel, pokud jde o instituci přijímání (I. Korintským, 11, 23-25), má být bráno historicky.
46. V primitivní církvi neexistoval pojem křesťanského hříšníka, jemuž jsou hříchy odpuštěny z moci církve. Na toto pojetí si církev jen velmi zvolna zvykala. Vlastně i poté, kdy bylo pokání uznáno jako církevní instituce, nebylo označováno za svátost, protože by bylo považováno za svátost nízkou.
47. Slova Pána: „Přijměte Ducha svatého; komu odpustíte hříchy, tomu jsou odpuštěny; komu je neodpustíte, tomu odpuštěny nejsou“ – Jan 20, 22–23 (Kral, ČEP), se žádným způsobem nevztahují ke svátosti pokání, ať už se tridentským otcům zlíbilo říci cokoli.
48. Jakub ve svém listu – Jak 5, 14–15 (Kral, ČEP) neměl v úmyslu šířit svátost Kristovu, ale pouze doporučit zbožný obyčej. Jestliže v tomto obyčeji náhodou rozpoznává prostředek milosti, nečiní tak tím rigorózním způsobem, jakým to pojali teologové, kteří stanovovali pojem a počet svátostí.
49. Když křesťanská večeře postupně nabývala povahy liturgického úkonu, začínali ti, kdo při ní měli rozhodující slovo, nabývat povahy kněze.
50. Apoštolově ustavovali stařešiny, kteří vykonávali dohled nad shromážděními věncích, za kněze nebo biskupy, již měli v rozrůstajících se společenstvích pečovat o zavádění potřebného řádu, ne ve vlastním slova smyslu o pokračování apoštolské mise a moci.
51. Je nemožné, že by se svátostí v Novém zákoně mohlo stát manželství. K tomu muselo dojít až v pozdější církvi, protože bylo nutné, aby nejprve proběhl úplný teologický výklad věrouky o milosti a svátostech, a teprve pak mohlo být manželství drženo za svátost.
52. Kristus byl ve své mysli vzdálen toho, aby zakládal církev jako společnost, která bude na zemi pokračovat v průběhu dlouhých staletí. Naopak, Kristus měl na mysli, že bezprostředně přichází království nebeské a s ním zároveň konec světa.
53. Uspořádání orgánů církve není neměnné. Stejně jako lidská společnost je i křesťanské společenství vystaveno neustálému vývoji.
54. Dogmata, svátosti i hierarchie jsou jak ve svém pojímání, tak ve své realitě pouze interpretacemi a evolucemi křesťanské inteligence, které narůstaly a zdokonalovaly se pomocí rady vnějších dodatků k malému zárodku nezřetelně obsaženému v evangeliích.
55. Šimon Petr nikdy ani netušil, že mu Kristus svěřil primát v církvi.
56. Římská církev se stala hlavou všech církví nikoli řízením boží prozřetelnosti, ale prostě působením politických podmínek.
57. Církev ukázala, že je nepřátelská vůči pokroku přírodních i teologických věd.
58. Pravda není o nic nezměnitelnější než sám člověk, neboť se rozvíjela s ním, v něm a skrze něho.
59. Kristus neučil pevně stanovenému věroučnému souboru, uplatnitelnému na všechny časy a všechny lidi, nýbrž spíše zahájil náboženské hnutí, které je nebo má být přizpůsobováno různým dobám i místům.
60. Křesťanská věrouka byla původně judaistická. Postupným vývojem se stala nejprve paulinskou, pak joaninskou, nakonec helénskou a univerzální.
61. Bez paradoxu by se dalo říci, že není kapitoly v Písmu, počínaje první v knize Genesis a konče poslední v Apokalypse, která by obsahovala věroučnou poučku naprosto totožnou s tím, co o stejné záležitosti učí církev. Ze stejného důvodu proto nemá žádná kapitola Písma totožný smysl pro kritika a teologa.
62. Rozhodující články apoštolského kréda neměly pro křesťany prvních dob stejný smysl jako pro křesťany v našich časech.
63. Církev prokazuje, že je neschopná efektivně udržovat evangelijní etiku, neboť zatvrzele lpí na neměnných doktrínách, které nelze uvést do souladu s moderním pokrokem.
64. Vědecký pokrok vyžaduje, aby bylo nově uzpůsobeno pojetí křesťanské věrouky týkající se Boha, stvoření, zjevení, osoby slova stavšího se tělem a vykoupení.
65. Soudobý katolicismus lze uvést do souladu se skutečnou vědou jen tehdy, bude-li přetvořen v nedogmatické křesťanství, tj. v široké a liberální protestantství.

Všechny tyto záležitosti byly v následující čtvrtek, čtvrtý den téhož měsíce a roku, přesně referovány našemu Nejsvětějšímu Pánu, papeži Piovi X. Jeho Svatost dekret nejctihodnějších otců potvrdila a schválila a nařídila, aby jeden každý ze shora uvedených článků byl všemi považován za zavržený a proskribovaný.
PETR PALOMBELLI, notář Svaté římské a univerzální inkvizice